# Liste der Auszeichnungen der Sängerin Lily Allen

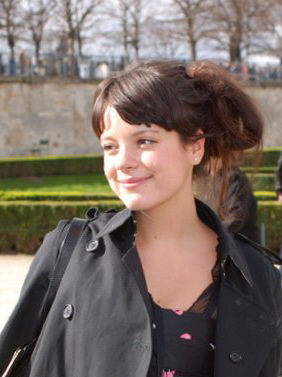
Lily Allen (2007)

Diese Liste ist eine Übersicht über die Auszeichnungen und Nominierungen der aus Großbritannien stammenden Popsängerin Lily Allen.

## The Best of 2009 & The Decade Awards
| Jahr | Kategorie          | für                   | Resultat  |
| ---- | ------------------ | --------------------- | --------- |
| 2009 | Album of the Year  | It’s Not Me, It’s You | Nominiert |
| 2009 | Song of the Year   | The Fear              | Nominiert |
| 2009 | Song of the Decade | Smile                 | Nominiert |

## Billboard Music
| Jahr | Kategorie                     | für      | Resultat  | EN    |
| ---- | ----------------------------- | -------- | --------- | ----- |
| 2009 | Top Hot Dance Club Play Track | The Fear | Nominiert | [ 2 ] |

## Billboard Mid-Year Music Awards
| Jahr | Kategorie     | für        | Resultat  | EN    |
| ---- | ------------- | ---------- | --------- | ----- |
| 2014 | Best Comeback | Lily Allen | Nominiert | [ 3 ] |

## BMI Awards
| Jahr | Kategorie    | für                                                     | Resultat | EN    |
| ---- | ------------ | ------------------------------------------------------- | -------- | ----- |
| 2008 | BMI Pop Song | Smile                                                   | Gewonnen | [ 4 ] |
| 2010 | BMI Pop Song | The Fear                                                | Gewonnen | [ 5 ] |
| 2012 | BMI Pop Song | 5 O’Clock von T-Pain (feat. Wiz Khalifa and Lily Allen) | Gewonnen | [ 6 ] |
| 2015 | BMI Pop Song | True Love (Pink feat. Lily Allen)                       | Gewonnen | [ 7 ] |

## BRIT Awards
| Jahr | Kategorie                  | für                   | Resultat  | EN     |
| ---- | -------------------------- | --------------------- | --------- | ------ |
| 2007 | British Female Solo Artist | Lily Allen            | Nominiert | [ 8 ]  |
| 2007 | MasterCard British Album   | Alright, Still        | Nominiert | [ 8 ]  |
| 2007 | British Breakthrough Act   | Lily Allen            | Nominiert | [ 8 ]  |
| 2007 | British Single             | Smile                 | Nominiert | [ 8 ]  |
| 2010 | British Female Solo Artist | Lily Allen            | Gewonnen  | [ 9 ]  |
| 2010 | MasterCard British Album   | It’s Not Me, It’s You | Nominiert | [ 9 ]  |
| 2010 | British Single             | The Fear              | Nominiert | [ 9 ]  |
| 2015 | British Female Solo Artist | Lily Allen            | Nominiert | [ 10 ] |
| 2019 | British Female Solo Artist | Lily Allen            | Nominiert | [ 11 ] |

## BT Digital Music Awards
| Jahr | Kategorie       | für        | Resultat | EN     |
| ---- | --------------- | ---------- | -------- | ------ |
| 2006 | Best Pop Artist | Lily Allen | Gewonnen | [ 12 ] |

## Elle Style Awards
| Jahr | Kategorie                              | für        | Resultat | EN     |
| ---- | -------------------------------------- | ---------- | -------- | ------ |
| 2014 | Female UK Recording Artist of the Year | Lily Allen | Gewonnen | [ 13 ] |

## European Festival Awards
| Jahr | Kategorie          | für      | Resultat  | EN     |
| ---- | ------------------ | -------- | --------- | ------ |
| 2009 | Anthem of the Year | Fuck You | Nominiert | [ 14 ] |

## GAFFA Awards (Dänemark)
| Jahr | Kategorie               | für        | Resultat  | EN     |
| ---- | ----------------------- | ---------- | --------- | ------ |
| 2006 | Best Foreign Female Act | Lily Allen | Nominiert | [ 15 ] |

## Glamour Women of the Year Awards
| Jahr | Kategorie              | für        | Resultat | EN     |
| ---- | ---------------------- | ---------- | -------- | ------ |
| 2008 | Editor’s Special Award | Lily Allen | Gewonnen | [ 16 ] |
| 2010 | Best UK Solo Artist    | Lily Allen | Gewonnen | [ 17 ] |

## Grammy Awards
| Jahr | Kategorie                    | für            | Resultat  | EN     |
| ---- | ---------------------------- | -------------- | --------- | ------ |
| 2008 | Best Alternative Music Album | Alright, Still | Nominiert | [ 18 ] |

## GQ Women of the Year Awards
| Jahr | Kategorie         | für        | Resultat | EN     |
| ---- | ----------------- | ---------- | -------- | ------ |
| 2009 | Woman of the Year | Lily Allen | Gewonnen | [ 19 ] |

## Highstreet Fashion Awards
| Jahr | Kategorie              | für        | Resultat  | EN     |
| ---- | ---------------------- | ---------- | --------- | ------ |
| 2008 | Best Dressed Celebrity | Lily Allen | Nominiert | [ 20 ] |

## IFPI Platinum Europe Awards
| Jahr | Kategorie | für                   | Resultat | EN     |
| ---- | --------- | --------------------- | -------- | ------ |
| 2007 | Album     | Alright, Still        | Gewonnen | [ 21 ] |
| 2009 | Album     | It’s Not Me, It’s You | Gewonnen | [ 22 ] |

## Imagina Awards
| Jahr | Kategorie       | für      | Resultat  | EN     |
| ---- | --------------- | -------- | --------- | ------ |
| 2010 | Best Video Clip | Fuck You | Nominiert | [ 23 ] |

## Ivor Novello Awards
| Jahr | Kategorie                        | für                       | Resultat | EN     |
| ---- | -------------------------------- | ------------------------- | -------- | ------ |
| 2010 | Songwriters of the Year          | Lily Allen & Greg Kurstin | Gewonnen | [ 24 ] |
| 2010 | Best Song Musically & Lyrically  | The Fear                  | Gewonnen | [ 24 ] |
| 2010 | PRS for Most Most Performed Work | The Fear                  | Gewonnen | [ 24 ] |

## Laurence Olivier Awards
| Jahr | Kategorie    | für                | Resultat  | EN     |
| ---- | ------------ | ------------------ | --------- | ------ |
| 2022 | Best Actress | 2:22 A Ghost Story | Nominiert | [ 25 ] |

## Los Premios MTV Latinoamérica
| Jahr | Kategorie                     | für        | Resultat  | EN     |
| ---- | ----------------------------- | ---------- | --------- | ------ |
| 2007 | Best International New Artist | Lily Allen | Nominiert | [ 26 ] |

## Mercury Prize
| Jahr | Kategorie     | für      | Resultat  | EN     |
| ---- | ------------- | -------- | --------- | ------ |
| 2018 | Mercury Prize | No Shame | Nominiert | [ 27 ] |

## Meteor Ireland Music Awards
| Jahr | Kategorie                 | für        | Resultat  | EN     |
| ---- | ------------------------- | ---------- | --------- | ------ |
| 2007 | Best International Female | Lily Allen | Gewonnen  | [ 28 ] |
| 2010 | Best International Female | Lily Allen | Nominiert | [ 29 ] |

## MP3 Music Awards
| Jahr | Kategorie                       | für                                                      | Resultat  | EN     |
| ---- | ------------------------------- | -------------------------------------------------------- | --------- | ------ |
| 2009 | Indie/Rock/Pop Award            | The Fear                                                 | Nominiert | [ 30 ] |
| 2010 | The Radio/Charts/Download Award | Just Be Good to Green (Professor Green feat. Lily Allen) | Nominiert | [ 31 ] |

## MTV Australia Music Video Awards
| Jahr | Kategorie           | für   | Resultat  | EN     |
| ---- | ------------------- | ----- | --------- | ------ |
| 2007 | Spankin' New Artist | Smile | Nominiert | [ 32 ] |

## MTV Europe Music Awards
| Jahr | Kategorie             | für        | Resultat  | EN     |
| ---- | --------------------- | ---------- | --------- | ------ |
| 2006 | Best UK & Ireland Act | Lily Allen | Nominiert | [ 33 ] |

## MTV Video Music Awards
| Jahr | Kategorie       | für        | Resultat  | EN     |
| ---- | --------------- | ---------- | --------- | ------ |
| 2007 | Best New Artist | Lily Allen | Nominiert | [ 34 ] |

## MTV Video Music Awards Japan
| Jahr | Kategorie             | für      | Resultat  | EN     |
| ---- | --------------------- | -------- | --------- | ------ |
| 2007 | Best New Artist Video | Smile    | Nominiert |        |
| 2007 | Best Reggae Video     | Smile    | Nominiert |        |
| 2009 | Best Pop Video        | The Fear | Nominiert | [ 35 ] |

## mtvU Woodie Awards
| Jahr | Kategorie          | für        | Resultat  | EN            |
| ---- | ------------------ | ---------- | --------- | ------------- |
| 2007 | Woodie of the Year | Lily Allen | Nominiert | [ 36 ] [ 37 ] |
| 2007 | Viral Woodie       | Smile      | Nominiert | [ 36 ] [ 37 ] |

## Music Video Production Awards
| Jahr | Kategorie                     | für   | Resultat | EN     |
| ---- | ----------------------------- | ----- | -------- | ------ |
| 2007 | Best Director of a New Artist | Smile | Gewonnen | [ 38 ] |

## NME Awards
| Jahr | Kategorie                                            | für                                       | Resultat  | EN     |
| ---- | ---------------------------------------------------- | ----------------------------------------- | --------- | ------ |
| 2007 | Best Solo Artist                                     | Lily Allen                                | Nominiert | [ 39 ] |
| 2007 | Sexiest Woman                                        | Lily Allen                                | Nominiert | [ 39 ] |
| 2007 | Worst Album                                          | Alright, Still                            | Nominiert | [ 39 ] |
| 2007 | Worst Dressed                                        | Lily Allen                                | Gewonnen  | [ 40 ] |
| 2008 | Best New International/Indie Alternative Solo Artist | Lily Allen                                | Nominiert | [ 41 ] |
| 2008 | Best Band Blog                                       | Lily Allen (MySpace/LilyMusic)            | Nominiert | [ 41 ] |
| 2010 | Giving It Back Fan Award                             | Lily Allen (Twitter Ticket Treasure Hunt) | Gewonnen  | [ 42 ] |
| 2010 | Hottest Woman                                        | Lily Allen                                | Nominiert | [ 42 ] |
| 2011 | Best Band Blog                                       | Lily Allen                                | Nominiert | [ 43 ] |
| 2014 | Best Solo Artist                                     | Lily Allen                                | Gewonnen  | [ 44 ] |

## NRJ Awards
| Jahr | Kategorie                               | für        | Resultat  | EN     |
| ---- | --------------------------------------- | ---------- | --------- | ------ |
| 2007 | International Revelation of the Year    | Lily Allen | Nominiert | [ 45 ] |
| 2010 | International Female Artist of the Year | Lily Allen | Nominiert | [ 46 ] |
| 2010 | International Song of the Year          | Fuck You   | Nominiert | [ 46 ] |

## Premios Oye!
| Jahr | Kategorie                        | für            | Resultat | EN     |
| ---- | -------------------------------- | -------------- | -------- | ------ |
| 2007 | English Breakthrough of the Year | Alright, Still | Gewonnen | [ 47 ] |

## Q Awards
| Jahr | Kategorie    | für        | Resultat  | EN     |
| ---- | ------------ | ---------- | --------- | ------ |
| 2006 | Best New Act | Lily Allen | Nominiert | [ 48 ] |
| 2007 | Best Video   | Alfie      | Nominiert | [ 49 ] |
| 2009 | Best Track   | The Fear   | Gewonnen  | [ 50 ] |

## Teen Choice Awards
| Jahr | Kategorie                              | für        | Resultat  | EN     |
| ---- | -------------------------------------- | ---------- | --------- | ------ |
| 2007 | Choice Music: Breakout Artist - Female | Lily Allen | Nominiert | [ 51 ] |

## TMF Awards
| Jahr | Kategorie                     | für        | Resultat  | EN     |
| ---- | ----------------------------- | ---------- | --------- | ------ |
| 2006 | Best New International Artist | Lily Allen | Nominiert | [ 52 ] |

## UK Festival Awards
| Jahr | Kategorie                          | für                                                      | Resultat  | EN     |
| ---- | ---------------------------------- | -------------------------------------------------------- | --------- | ------ |
| 2006 | Festival Pop Act                   | Lily Allen                                               | Nominiert | [ 53 ] |
| 2006 | Festival Breakthrough Act          | Lily Allen                                               | Nominiert | [ 53 ] |
| 2007 | Festival Pop Act                   | Alright, Still                                           | Nominiert |        |
| 2009 | Festival Fitty of the Year - Girls | Lily Allen                                               | Gewonnen  | [ 54 ] |
| 2010 | Best Headline Performance          | Lily Allen                                               | Nominiert |        |
| 2010 | Feel-Good Act of the Summer        | Lily Allen                                               | Nominiert |        |
| 2010 | Anthem of the Year                 | Just Be Good to Green (Professor Green feat. Lily Allen) | Nominiert |        |

## UK Music Video Awards
| Jahr | Kategorie                      | für      | Resultat  | EN     |
| ---- | ------------------------------ | -------- | --------- | ------ |
| 2009 | Best Art Direction in a Video  | The Fear | Nominiert | [ 55 ] |
| 2009 | Best Telecine in a Video       | 22       | Nominiert | [ 55 ] |
| 2010 | Best Visual Effects in a Video | Fuck You | Nominiert | [ 56 ] |

## Virgin Media Music Awards
| Jahr | Kategorie        | für                   | Resultat  | EN     |
| ---- | ---------------- | --------------------- | --------- | ------ |
| 2009 | Best Album       | It’s Not Me, It’s You | Nominiert | [ 57 ] |
| 2009 | Best Track       | The Fear              | Gewonnen  | [ 57 ] |
| 2009 | Hottest Woman    | Lily Allen            | Nominiert | [ 57 ] |
| 2009 | Twit of the Year | Lily Allen            | Nominiert | [ 57 ] |

## Vodafone Live Music Awards
| Jahr | Kategorie        | für        | Resultat  | EN     |
| ---- | ---------------- | ---------- | --------- | ------ |
| 2007 | Best Female Live | Lily Allen | Nominiert | [ 58 ] |

## WhatsOnStage Awards
| Jahr | Kategorie              | für                | Resultat | EN     |
| ---- | ---------------------- | ------------------ | -------- | ------ |
| 2022 | Best Actress in a Play | 2:22 A Ghost Story | Gewonnen | [ 59 ] |

## World Music Awards
| Jahr | Kategorie                  | für                                                      | Resultat  | EN     |
| ---- | -------------------------- | -------------------------------------------------------- | --------- | ------ |
| 2014 | World’s Best Female Artist | Lily Allen                                               | Nominiert | [ 60 ] |
| 2014 | World’s Best Live Act      | Lily Allen                                               | Nominiert | [ 60 ] |
| 2014 | World’s Best Song          | True Love (feat. Pink)                                   | Nominiert | [ 60 ] |
| 2014 | World’s Best Song          | Somewhere Only We Know                                   | Nominiert | [ 60 ] |
| 2014 | World’s Best Song          | Hard Out Here                                            | Nominiert | [ 60 ] |
| 2014 | World’s Best Video         | Just Be Good to Green (Professor Green feat. Lily Allen) | Nominiert | [ 60 ] |